# Lettre de motivation
La lettre de motivation, également appelée lettre de candidature ou lettre d'accompagnement, met en avant les compétences et qualités du candidat nécessaires à la réussite de son projet professionnel. La lettre est un outil essentiel pour structurer son discours lors d'un entretien d'embauche.
Elle est concise, personnalisée, rapide à lire, et jointe à un curriculum vitæ dans l'intention d’« accrocher » le recruteur et de favoriser l'obtention d'un entretien d'embauche. Depuis l'usage généralisé des messageries électroniques dans les entreprises, la lettre de motivation est peu à peu remplacée par des messages électroniques de candidature. L'usage des réseaux sociaux professionnels (Linkedin et Viadeo) favorise aussi les candidatures sans lettre de motivation : les chercheurs d'emploi peuvent postuler en envoyant simplement leur profil en ligne.

## Histoire
Entre 2000 et 2008, un acteur français (Julien Prévieux) a envoyé plus de 1000 lettres factices de « non-motivation » en réponses à de vraies offres d'emploi. Souvent écrites de façon humoristique, il a tenu le compte des réponses reçues et en a publié quelques-unes, l'une des déductions qu'il en tire : « D’abord, que les lettres sont très peu lues ! Le systématisme des réponses, même si je prends le refus pour moi, souligne bien l’incohérence entre l’annonce et la lettre. Refuser une offre à laquelle il est tellement évident de dire oui a un effet provocateur. »
En 2011, en France, l'association Actuchomage rapporte que « la lettre de motivation a perdu au fil des années toute utilité. » (pour les recruteurs).
En 2017, bien que mise à mal et fréquemment remise en cause, elle continue de figurer sur bon nombre d'offres d'emploi.
Les candidats sont ainsi généralement confrontés au dilemme d'écrire ou non une lettre de motivation. Si aucune mention n'est précisée sur l'annonce.

## Formats et modèles de lettre de motivation
Le format classique pour une lettre de motivation consiste en quatre parties
1. La phrase d’accroche. La première phrase d’une lettre de motivation vise à capter l’attention du recruteur. Elle constitue également une brève présentation du candidat, et doit mentionner le poste auquel il ou elle postule.
2. Les capacités du candidat. Dans un deuxième temps, la lettre de motivation doit résumer le parcours professionnel du candidat et ses compétences applicables au poste en question.
3. La motivation du candidat. C’est dans cette troisième partie que l’on retrouve l’essence de la lettre de motivation : il s’agit de démontrer son enthousiasme au recruteur, ainsi que d’expliquer pourquoi le candidat et l’entreprise feraient une belle harmonie professionnelle.
4. La proposition d’entretien. Finalement, il est préférable de clore sa lettre de motivation par une proposition d’entretien avec le recruteur, ainsi qu’une formule de politesse appropriée.

Bien que ces éléments se retrouvent dans la plupart des cas, il est toujours préférable d’ajouter à sa lettre de motivation une touche personnelle, adaptée aux spécificités du candidat et du poste en question.